# Embalse de Cancho del Fresno

El embalse de Cancho del Fresno está situado en la localidad de Cañamero, Cáceres, comunidad autónoma de Extremadura, España. Construido en 1985 y que cuenta con una capacidad de 15 hm³. En sus aguas se puede disfrutar de la pesca de la carpa, carpa royal y black bass, entre otras especies.

## Historia
El embalse terminó de ser construido en 1987 y abastece a las localidades de Cañamero, Zorita y Logrosán.
El 4 de mayo de 2023 recibió la bandera azul logrando ser así la novena playa de interior de Extremadura que consigue dicha bandera.
La primera de la provincia de Cáceres.